# Juan Guiral de Mencis
Juan Guiral de Mencis (Jaén, Corona de Castilla, Monarquía Hispánica c. mediados del siglo XVI - San Salvador c. 1610) fue un español que ejerció el cargo de alcalde mayor de San Salvador desde 1603 a 1607.

## Biografía
Juan Guiral de Mencis nació en Jaén (Corona de Castilla), tenía dos hermanas llamadas Elvira e Isabel Guiral. Años más tarde, se avecindaría en Granada.
El 2 de marzo de 1602, por real cédula del rey Felipe III, fue nombrado alcalde mayor de San Salvador; dicho título sería asentado en los libros de la contaduría de la Casa de Contratación de Indias el 5 de junio de ese año.
El 14 de junio se presentó en el puerto de Cádiz para tomar un bote, con el que alcanzaría y abordaría el navío de la Capitana de Honduras, en el que realizó el viaje a América. Tomando posesión de su cargo en los primeros días del mes de enero de 1603, siendo el primer alcalde mayor cuya jurisdicción no incluía la provincia de Choluteca.
Ejercería el cargo de alcalde mayor de San Salvador hasta el año de 1607; tras lo cual se quedaría a residir en San Salvador, donde fallecería por el año de 1610, dejando como herederas a sus hermanas.